# Estadio Roberto Clemente Walker
El Roberto Clemente Walker, es un estadio Multiuso ubicado en la ciudad de Carolina, en la isla de Puerto Rico usado principalmente para la práctica de béisbol, siendo la sede del equipo Gigantes de Carolina el estadio. Tiene capacidad para 12 500 espectadores y fue construido en el año 2000. Lleva ese nombre en honor a un antiguo jugador de béisbol puertorriqueño, nacido en esa ciudad, Roberto Clemente.
Este estadio albergó la Serie del Caribe en su Edición de 2007, por lo cual fue sometido a una serie de remodelaciones que le permitieron desarrollar el evento con éxito.

## Fútbol
Desde el 2008  el estadio está siendo utilizado por Gigantes de Carolina FC que participa en la PRSL.
| Predecesor: Estadio José Bernardo Pérez y Estadio José Pérez Colmenares Maracay y Valencia 2006 | Sede de la Serie del Caribe 2007 | Sucesor: Estadio Cibao Santiago de los Caballeros, DOM 2008 |

- Datos: Q7351649